# Museu Röhsska
O Museu Röhsska (em sueco Röhsska museet) é um museu na cidade de Gotemburgo, na Suécia.

O edifício, em estilo romântico nacional, foi projetado por Carl Westman, construído em 1910-1914, e inaugurado em 1916.
No espólio inicial, estão as donações de Vilhelm Röhss e Hjalmar Wijk.
Possui coleções permanentes de moda, design e artesanato – têxteis, móveis, vidro, cerâmica, pratas, livros e manuscritos. Além disso, são apresentadas anualmente várias exposições temporárias.
O museu dispõe de 50 000 pecas museais, com destaque para o baixo relevo em tijolo com representacão de um leão e um dragão, proveniente da Babilónia do rei Nabucodonosor II (604-562 a.C.).  
A biblioteca especializada da instituicão tem 30 000 volumes.